# Меридиан (Миссисипи)
Мери́диан — шестой по величине город в штате Миссисипи. Это окружной центр округа Лодердейл и главный город микрополитенского статистического ареала Меридиан-Миссисипи. Вдоль основных магистралей Меридиан находится на расстоянии 150 км к востоку от города Джексон, штат Миссисипи; 248 км к западу от города Бирмингем, штат Алабама; 325 км к северо-востоку от города Новый Орлеан, штат Луизиана; 372 км к юго-востоку от города Мемфис (Теннесси).

## История
Экономика города, основанного в 1860 году на пересечении железных дорог Mobile and Ohio Railroad и Southern Railway в Миссисипи, опиралась на железные дороги и товары, перевозимые по ним. Он стал стратегически важным торговым центром. Во время Гражданской войны в США большая часть города была сожжена дотла по приказу генерала Уильяма Текумсе Шермана в битве за Меридиан.
«Золотой век» города наступил после восстановления после войны, Меридиан был самым крупным городом в штате Миссисипи между 1890 и 1930 гг. и ведущим промышленным центром на юге. Ежедневно через город следовало 44 поезда. Станция Union Station, построенная в 1906 году, в настоящее время является мультимодальным центром, предоставляющим доступ к транспортной системе округа, автобусным паркам Greyhound и Trailways, перевозящим в среднем 242360 пассажиров в год. Хотя рост экономики замедлился в связи со снижением роли железнодорожного транспорта, в городе развиты медицинская, военная и производственная отрасли, в которых, по состоянию на 2010 год, была занята большая часть населения. По данным переписи 2008 года, в пределах города население составляет 38232 человека, но население в радиусе 72 км составляет 232900 человек, а в радиусе 105 км — 526500 человек, из которых 104600 и 234200 человек соответственно задействованы в экономике города.
В районе находятся два военных объекта: базы Meridian и Key Field, которые обеспечивают более 4000 рабочих мест. На территории военной базы Meridian находится региональная академия по борьбе с наркотиками (Regional Counter-Drug Training Academy (RCTA) и первый местный отдел внутренней безопасности в штате. База Key Field названа в честь братьев Фреда и Ала Ки, которые установили мировой рекорд по продолжительности полета в 1935 году. В настоящее время здесь базируется 186-е военно-воздушное подразделение Национальной гвардии ВВС, а также служба технической поддержки 185-й авиационной бригады Армии Национальной гвардии США. Крупнейшим невоенным работодателем в регионе является больница Rush Foundation, в ней работают 2610 человек.
Среди многочисленных художественных организаций и исторических зданий в городе также представлены арт-центр Riley, художественный музей, музыкальный театр и концертный зал симфонического оркестра. В городе существовали две библиотеки Карнеги, одна для белых, а другая для афро-американцев. Ныне разрушенный филиал библиотеки Карнеги был одним из ряда подобных библиотек, построенных для чернокожих в южных штатах США в эпоху сегрегации.
Город был выбран в качестве будущего места для развлекательного центра Mississippi Arts and Entertainment Center (MAEC). Джимми Роджерс, «Отец Музыки кантри», родился в Меридиане. В парке Хайленд находится музей, в котором собраны памятные вещи из его жизни и карьеры, а также железнодорожная техника эпохи парового двигателя. В парке также находится карусель Dentzel — Национальный исторический памятник США. Это единственная в мире карусель Dentzel где животные стоят в два ряда. Среди других известных уроженцев города победительница конкурса Мисс Америка 1986 года Сьюзан Акин, Джеймс Чейни — один из активистов, убитых членами Ку-Клукс-Клана в 1964 году, и Хартли Пиви — основатель компании Peavey Electronics, головной офис которой находится в городе Меридиан. В 1966—1967 гг. в федеральном суде города судили подозреваемых в убийстве Чейни и двух других активистов; во время этого процесса белые присяжные впервые обвинили белого чиновника в убийстве активистов.